# Lewis Spence
James Lewis Thomas Chalmbers Spence (Angus, 25 novembre 1874 – 3 marzo 1955) è stato un poeta e giornalista scozzese, esperto di occulto.
Dopo una precoce carriera in Scozia come giornalista, intorno al 1906 cominciò a nutrire un appassionato interesse verso il folklore e la mitologia. Descrisse i riti e le tradizioni brittoniche in The Mysteries of Britain (1905). In questo libro, Spence teorizzò che gli antichi Britanni altro non sono che i discendenti di un popolo che emigrò dal Nordafrica, probabilmente di origine berbera o basca; 
Dopo quest'opera, Spence si concentrò prevalentemente sulla mitologia messicana e dell'America centrale. Nel 1908 pubblicò il Popol Vuh, il libro sacro dei Maya Quiché, e nel 1910 scrisse A Dictionary of Mythology insieme a numerosi altri volumi.
Si candidò per il Partito Nazionale di Scozia alle elezioni suppletive del Collegio di Midlothian and Peebles Northern nel 1929, non riuscendo a farsi eleggere.